# درانژگوو
درانژگوو (به لهستانی:  Drążgów) یک روستا در لهستان است که در گمینا اوونژ واقع شده‌است. درانژگوو ۲۶۹ نفر جمعیت دارد.